# Eustrotia genuflexa
Eustrotia genuflexa là một loài bướm đêm trong họ Noctuidae.